# Danh sách phát minh và khám phá của người Iran
Giống nhiều quốc gia xung quanh, Iran có một lịch sử phát triển rực rỡ từ rất sớm, và kéo dài cho đến gần thời cận đại. Trong khoảng thời gian vài nghìn năm này, người Iran (trong lịch sử cũng thường được gọi là người Ba Tư vì Iran ngày nay nằm ở trung tâm hình thành và phát triển của nền văn minh Ba Tư cổ) cũng như người của các vương quốc Ba Tư hóa (nằm dưới chế độ cai trị của Đế chế Ba Tư trong nhiều thế kỷ, đặc biệt là vùng Lưỡng Hà cổ) đã có những cống hiến cơ bản tới nền văn minh chung của thế giới trong nhiều lĩnh vực như văn học, nghệ thuật, chính trị, tôn giáo, triết học - tư tưởng, luật học, khoa học, kỹ thuật...
Dưới đây là danh sách những thành tựu (phát minh, sáng kiến, khám phá) mang tính đột phá của đất nước Iran và người Iran (cũng như người Ba Tư nói chung) trong hầu hết các lĩnh vực kể trên. Danh sách được sắp xếp theo thứ tự các chữ cái trong bảng chữ cái tiếng Việt mở rộng.

## A
- Axít sulfuric

## C
- Cối xay gió

## Đ
- Đại số

## G
- Gạch

## P
- Polo (chovgan)